# Timgad

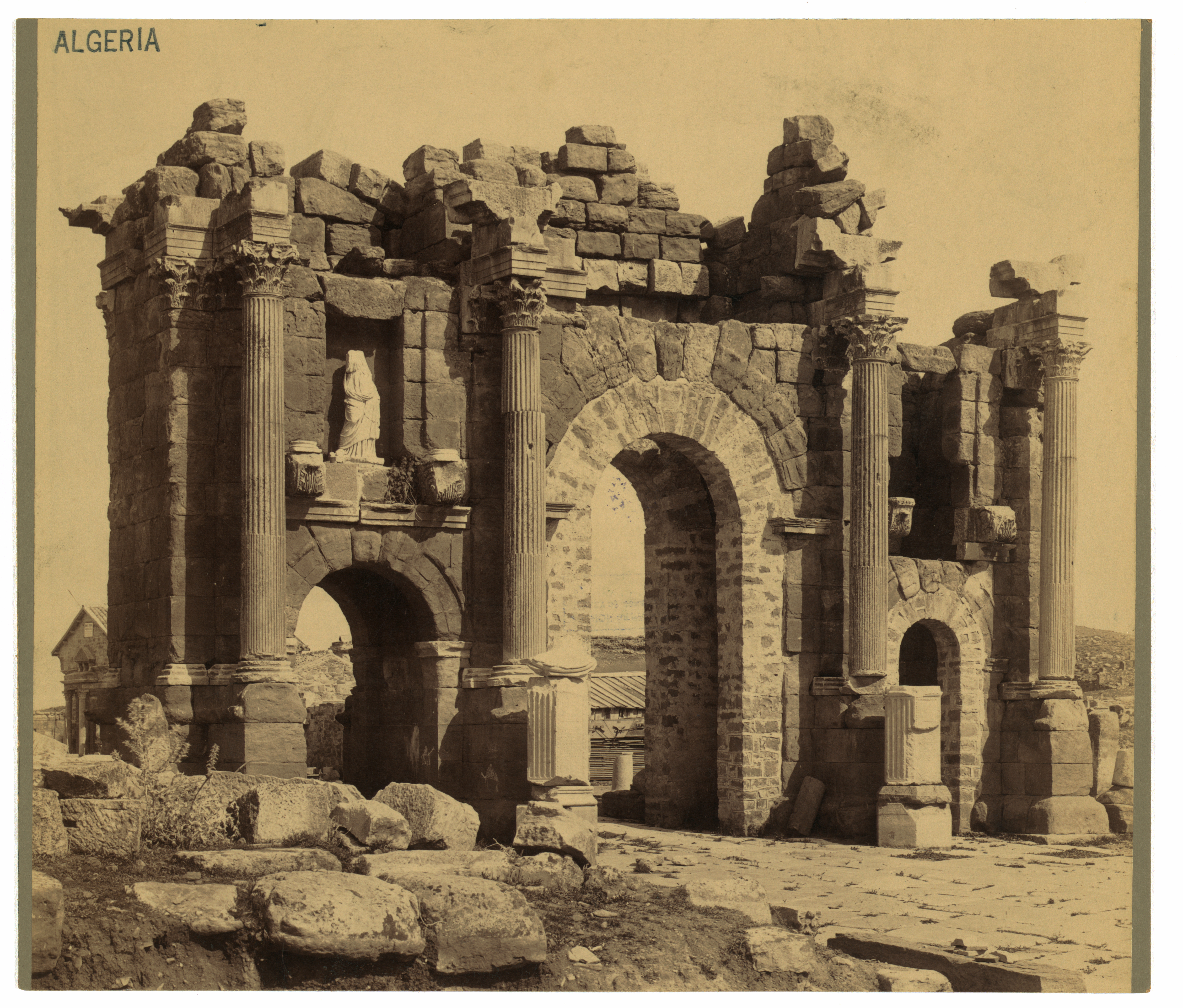
L'arco di Traiano in una cartolina della fine del XIX secolo

Timgad (l'antica Thamugadis romana), fu una colonia romana fondata dall'imperatore Traiano nell'anno 100 con manodopera militare. Le sue notevolissime rovine sono un esempio della griglia con cui venivano costruite le città romane. Quando nell'Ottocento la città viene dissepolta dalla sabbia del deserto viene chiamata "la Pompei africana".

## Il sito archeologico
Le rovine della città si trovano a 35 chilometri da Batna, in Algeria. La città venne fondata dal nulla come colonia militare, principalmente come bastione contro i Berberi del Massiccio dell'Aurés. In origine essa venne abitata da veterani della campagna partica dell'esercito romano, cui vennero assegnate terre in cambio degli anni di servizio militare prestato.
Collocata lungo la strada fra Theveste e Lambaesis (sede della Legio III Augusta), la città fu cinta di mura ma non fortificata. Progettata per una popolazione di 15.000 abitanti, ben presto la città crebbe al di fuori di ogni controllo e si sviluppò caoticamente, senza rispettare la planimetria ortogonale della fondazione originale romana.
Fra le rovine di Timgad sono perfettamente visibili il decumano e il cardo, affiancati da un colonnato corinzio parzialmente restaurato. Il cardo non attraversa l'intera città, bensì termina in un foro all'incrocio col decumano.
Nella parte terminale ovest del decumano sorge il cosiddetto arco di Traiano, alto 12 metri, della seconda metà del II secolo o degli inizi del III, parzialmente restaurato nel 1900. L'arco, costruito principalmente in arenaria, è corinzio con 3 fornici, di cui quello centrale è largo più di 3 metri. L'iscrizione ricorda la fondazione della colonia da parte di Traiano, ma dovette essere in origine una semplice porta cittadina, monumentalizzata in epoca successiva.
Fra gli edifici della città si trovano una basilica, una biblioteca, quattro terme ed un teatro da 3.500 posti a sedere, in ottime condizioni di conservazione, tanto che ancor oggi viene utilizzato per rappresentazioni teatrali.
A Timgad sono stati identificati diversi mercati e sale. Le loro funzioni e i nomi dei donatori sono noti attraverso iscrizioni. Così, il mercato di Sertius ad ovest davanti all'Arco di Traiano fu finanziato all'inizio del III secolo da Plozio Faustus Sertius e dalla moglie Valentina, la cui casa si trovava a sud della città. Accanto al mercato di Sertius c'era il mercato delle stoffe e dei vestiti, il forum vestitiarum adiutricianum.
Un altro macellum si trovava sul decumano a est del foro. Questo mercato coperto terminava con due curve absidali a sud, ciascuna delle quali offriva spazio per cinque negozi. Nel mezzo, una fontana offriva ristoro. I due cortili absidali con pavimentazione a spina di pesce e canale d'acqua erano circondati da portici.
A Timgad si trovano inoltre un tempio dedicato a Giove Capitolino (grande quasi come il Pantheon di Roma), una chiesa quadrata con abside circolare risalente al VII secolo, e una cittadella bizantina costruita negli ultimi giorni della città

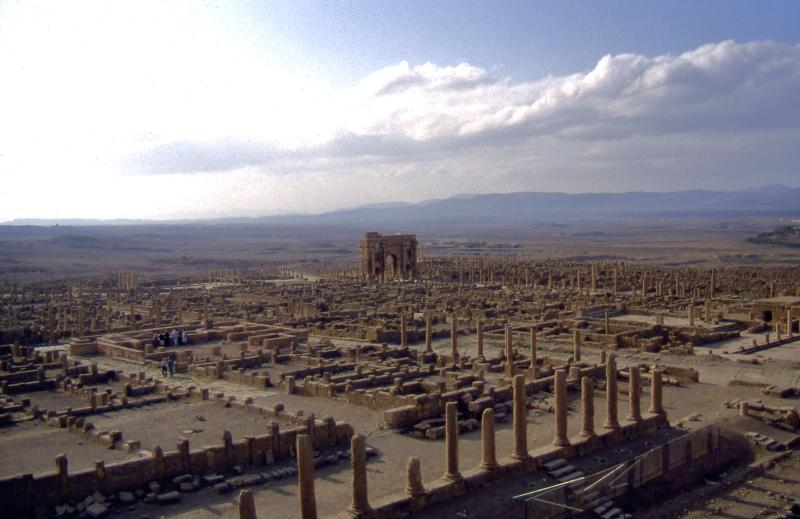
Vista panoramica del sito
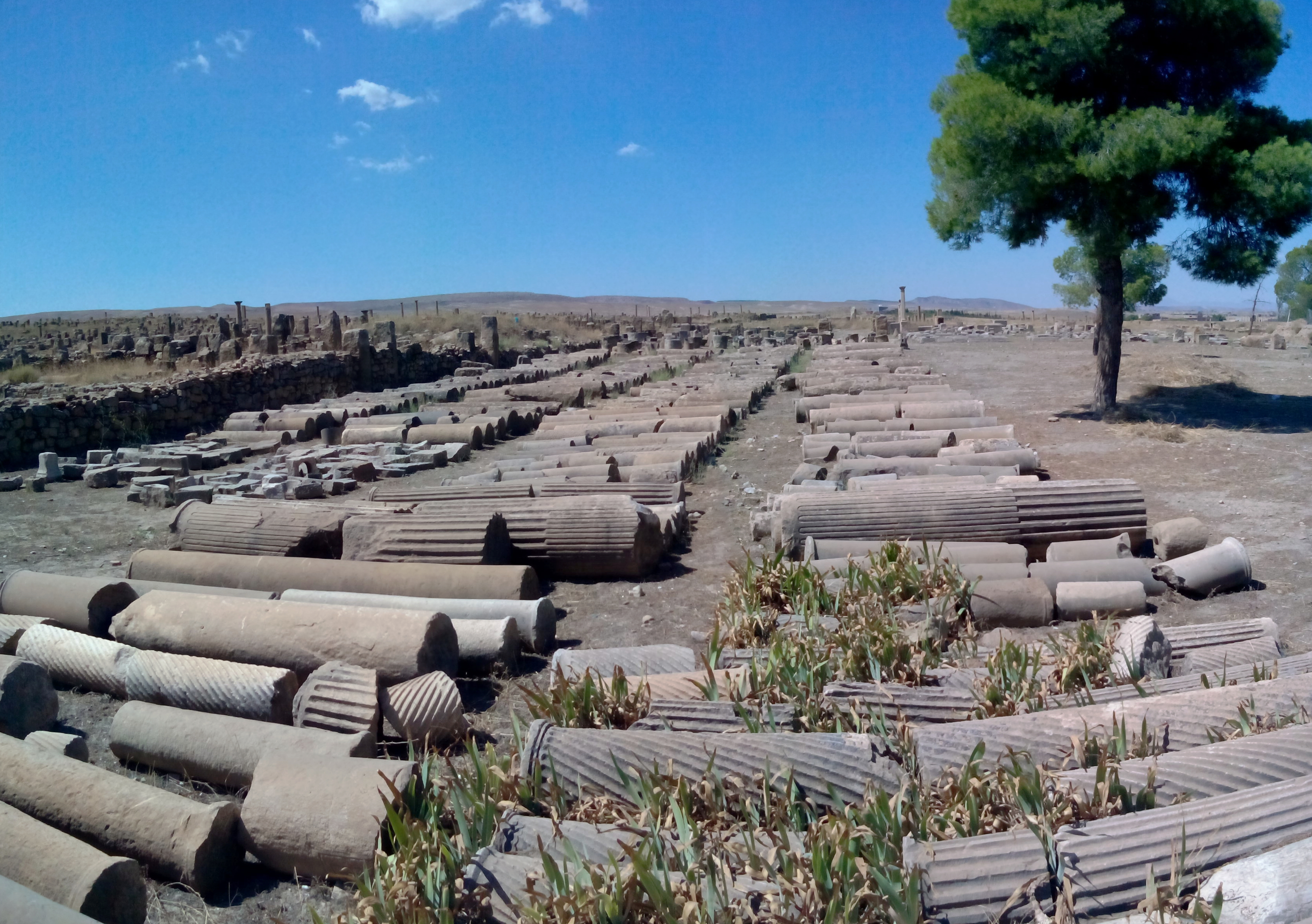
Deposito delle colonne vicino all'ingresso del sito
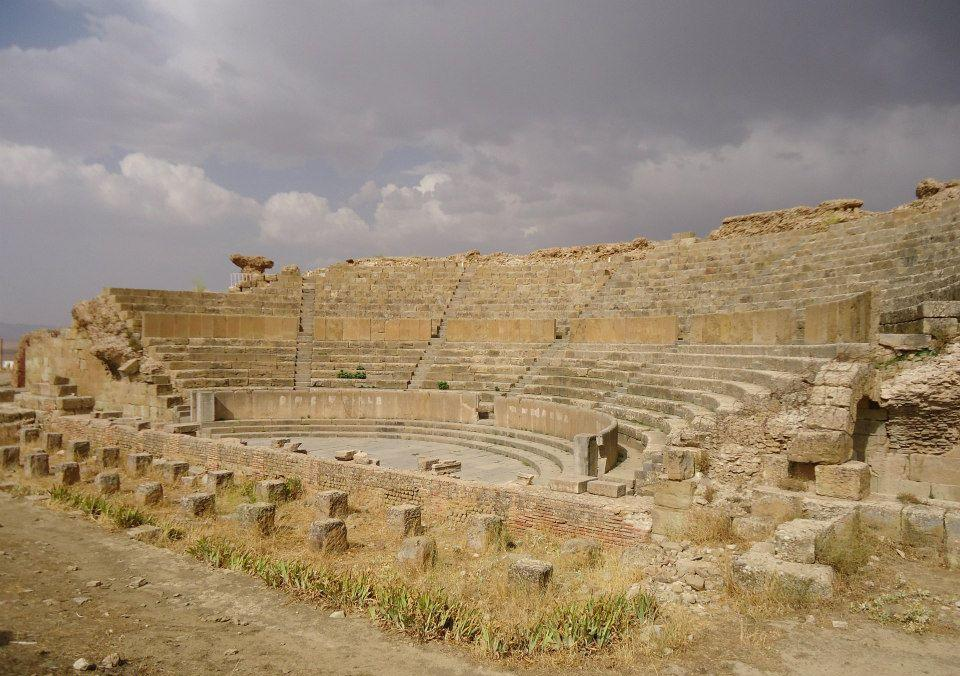
Teatro
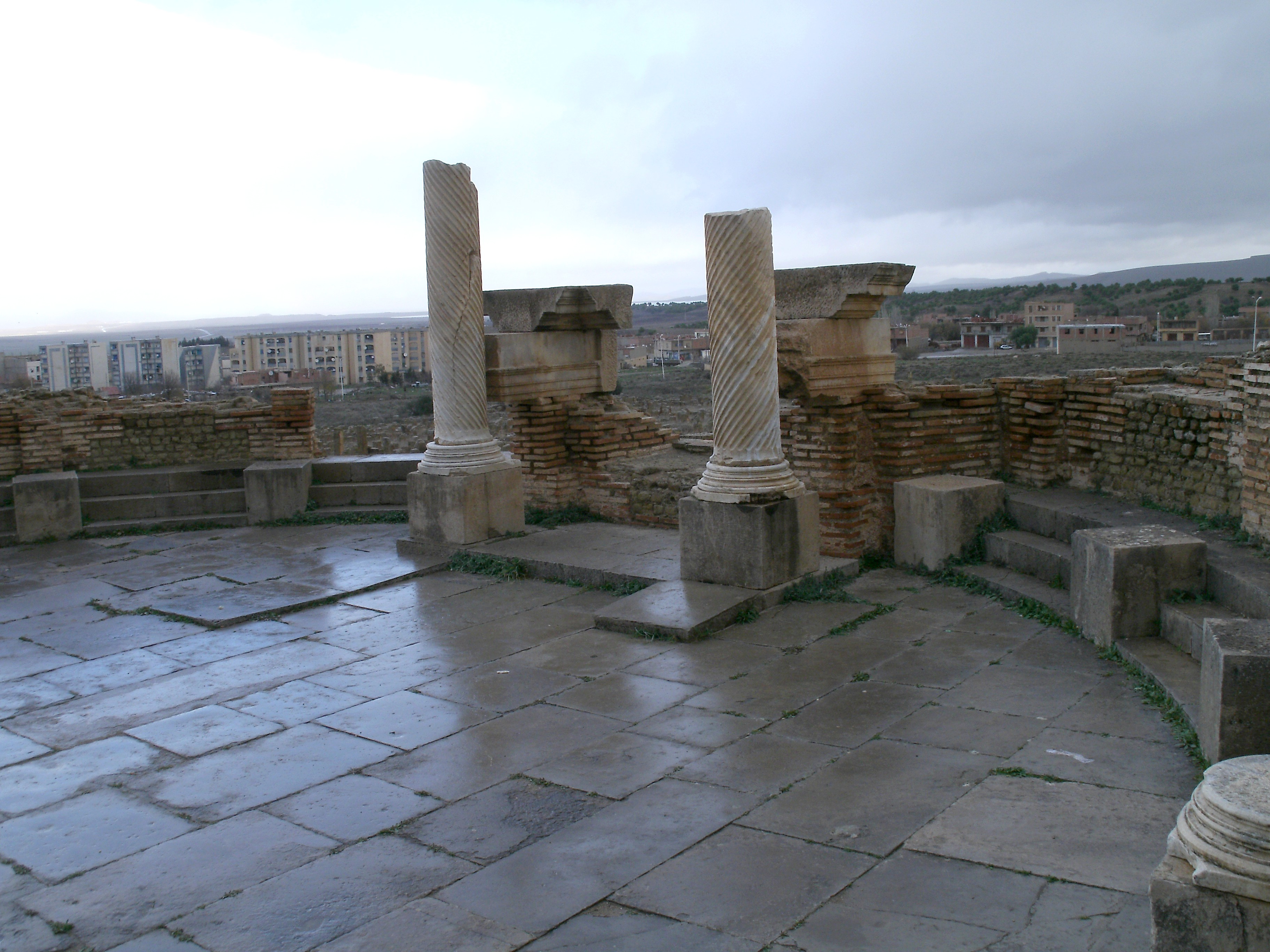
Biblioteca
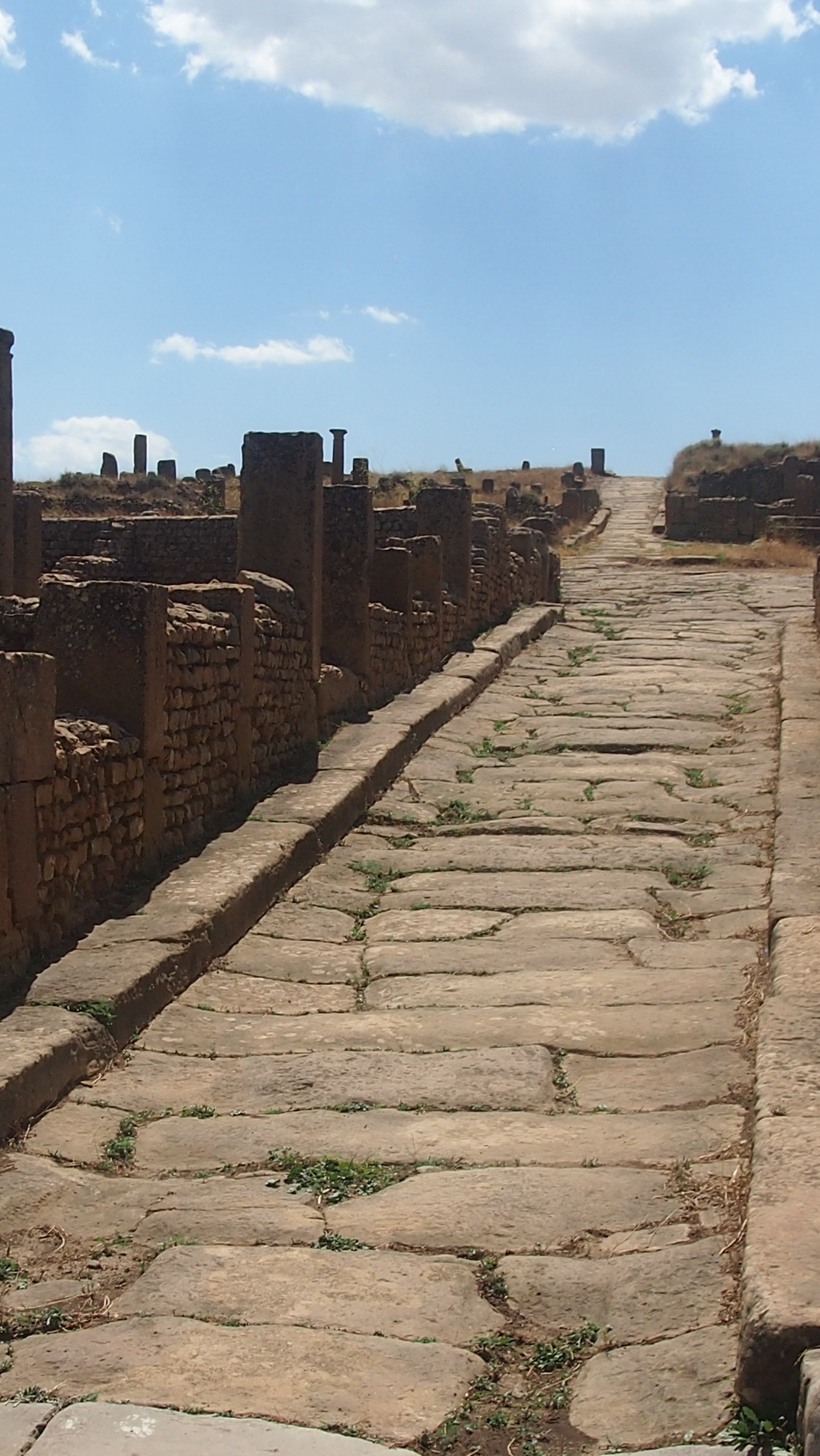
Strada per la porta di Mskoula
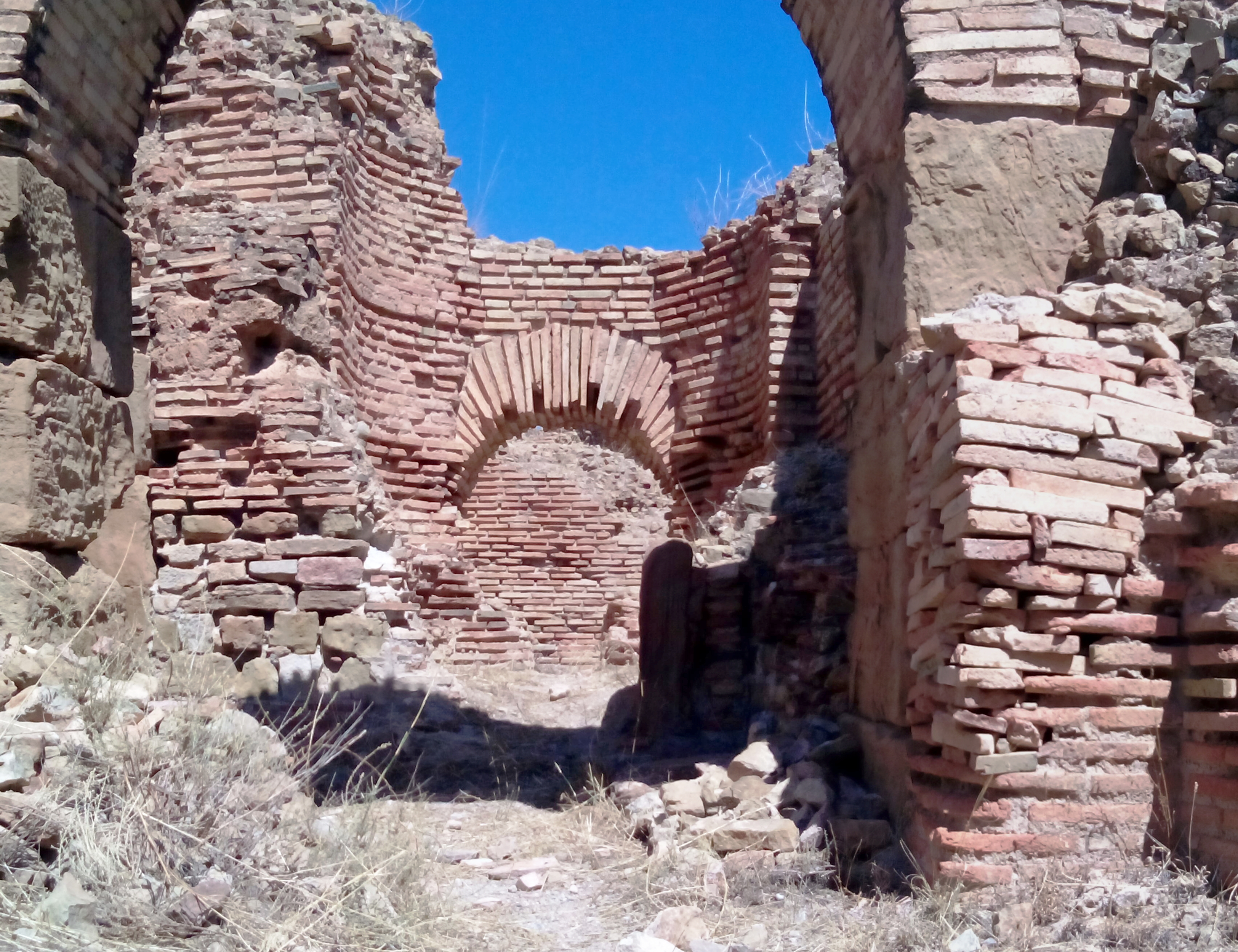
Terme a nord
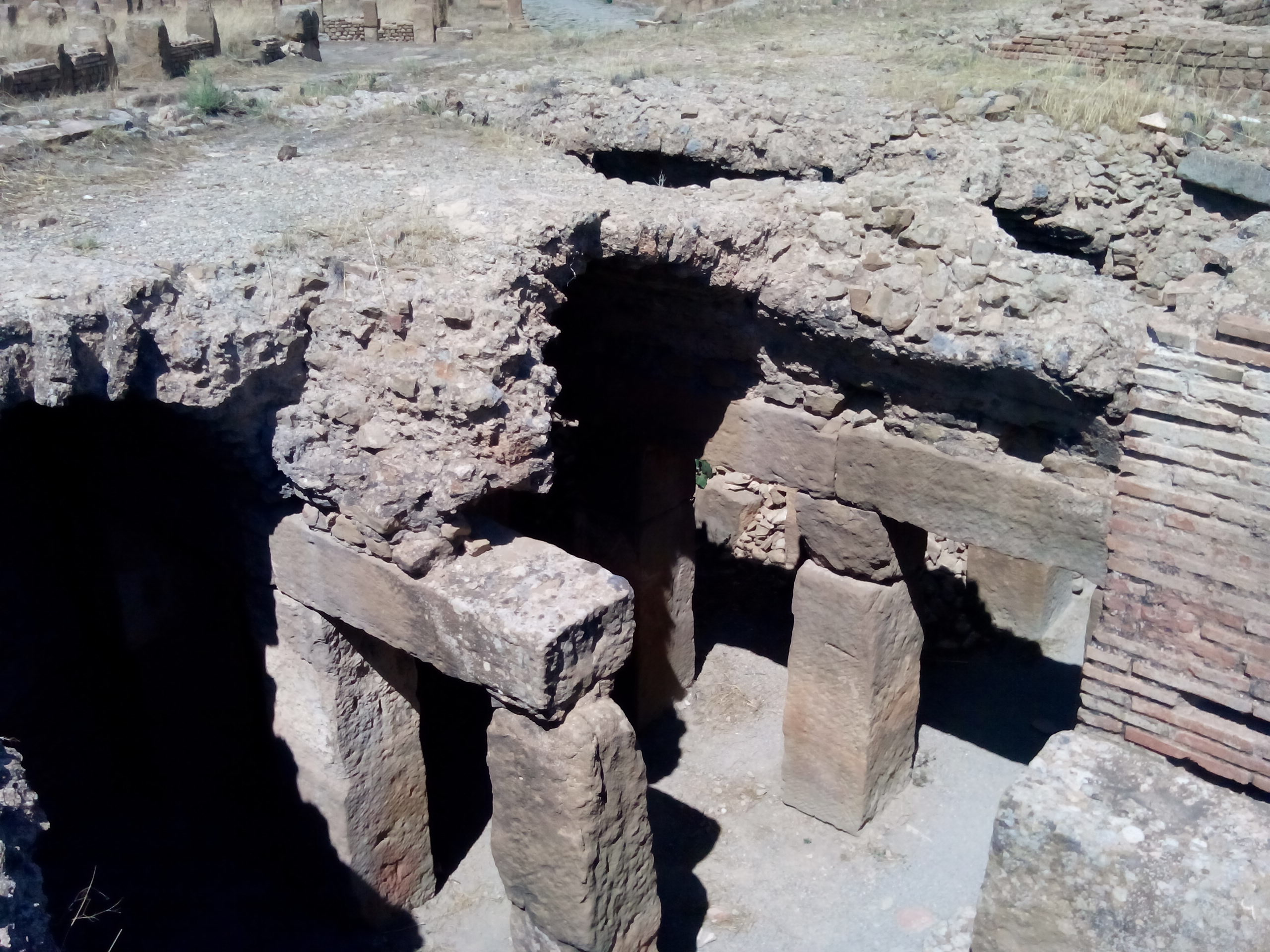
Terme a sud
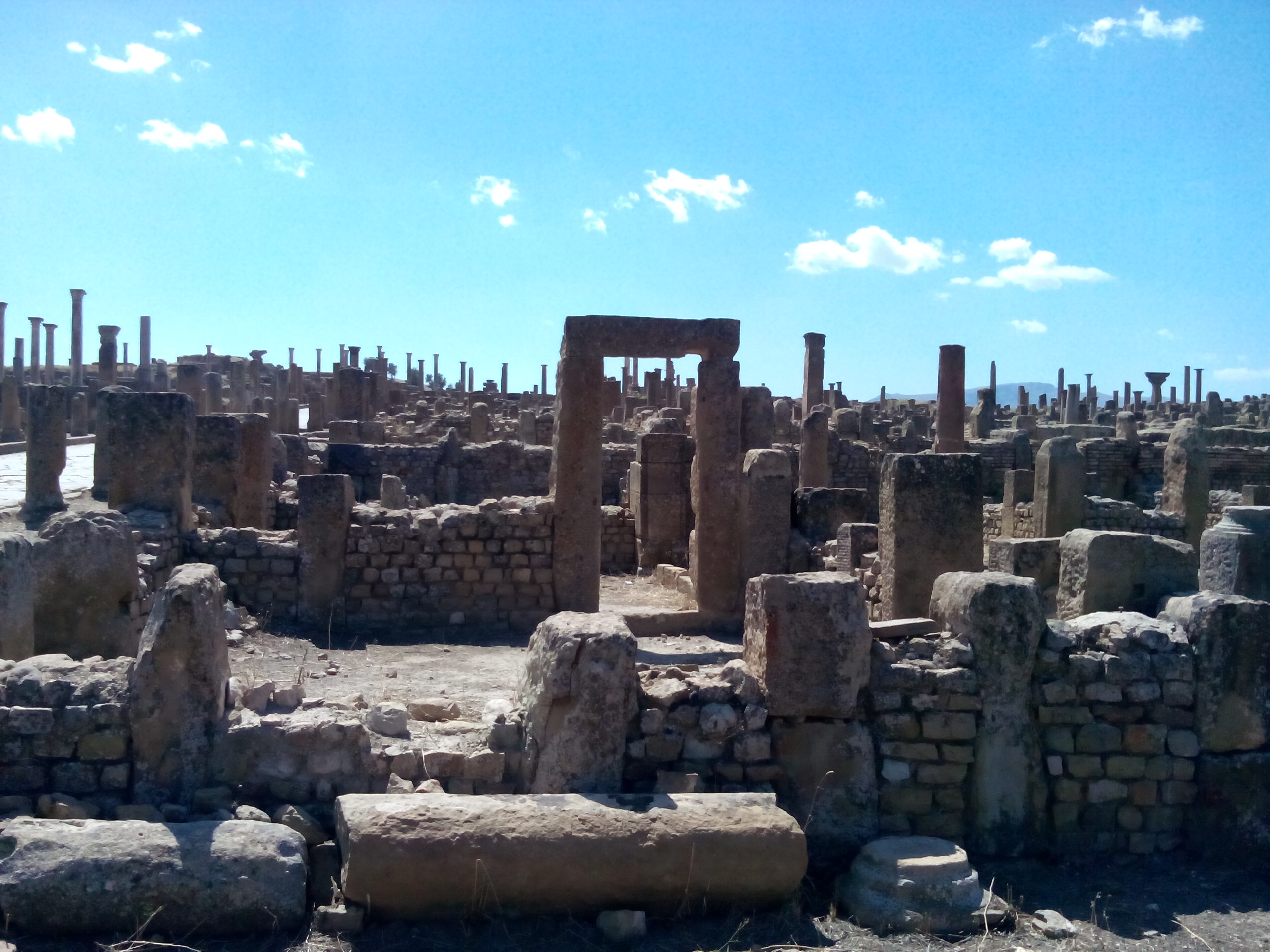
Abitazione privata
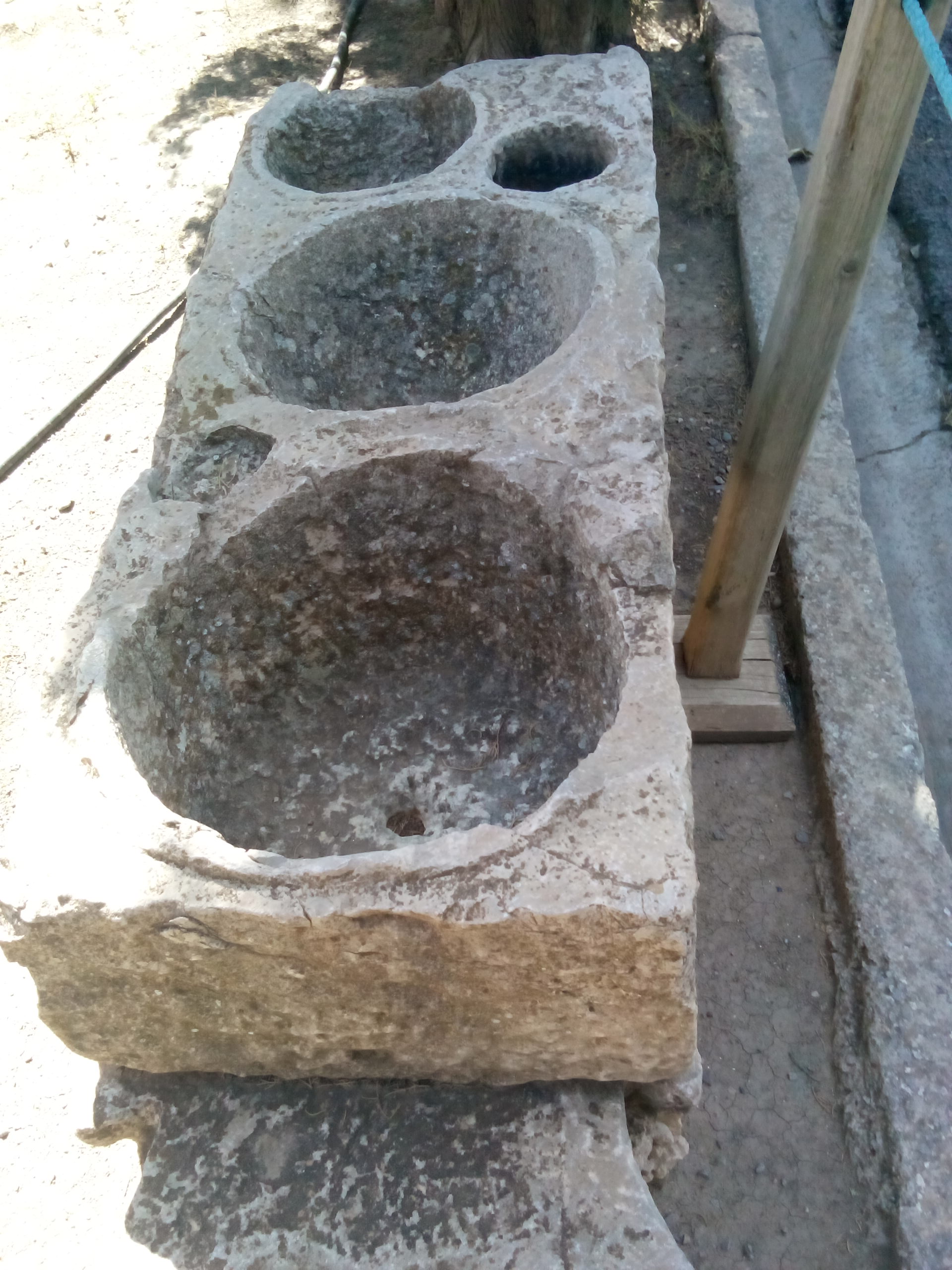
unità di misura all'ingresso della città
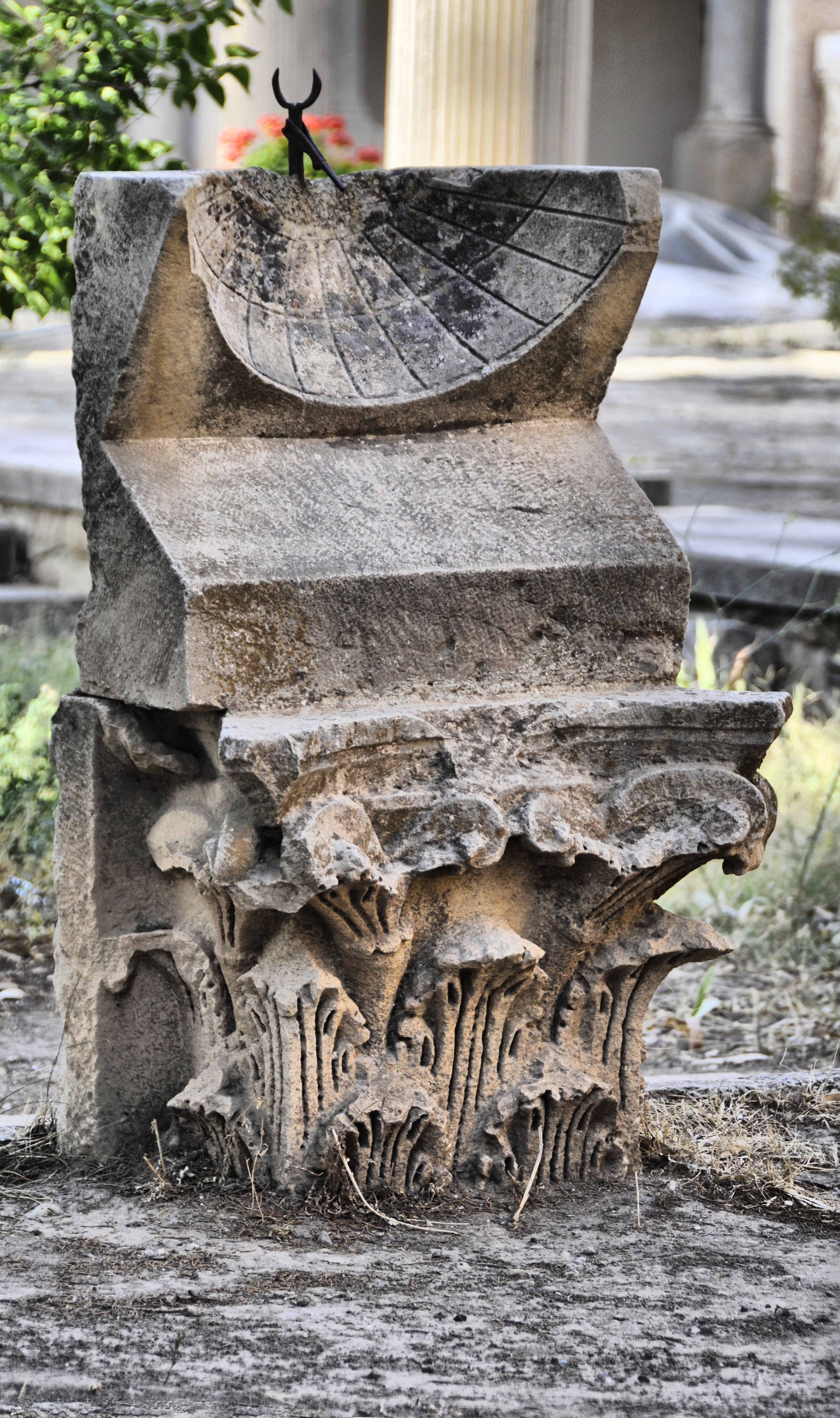
Meridiana
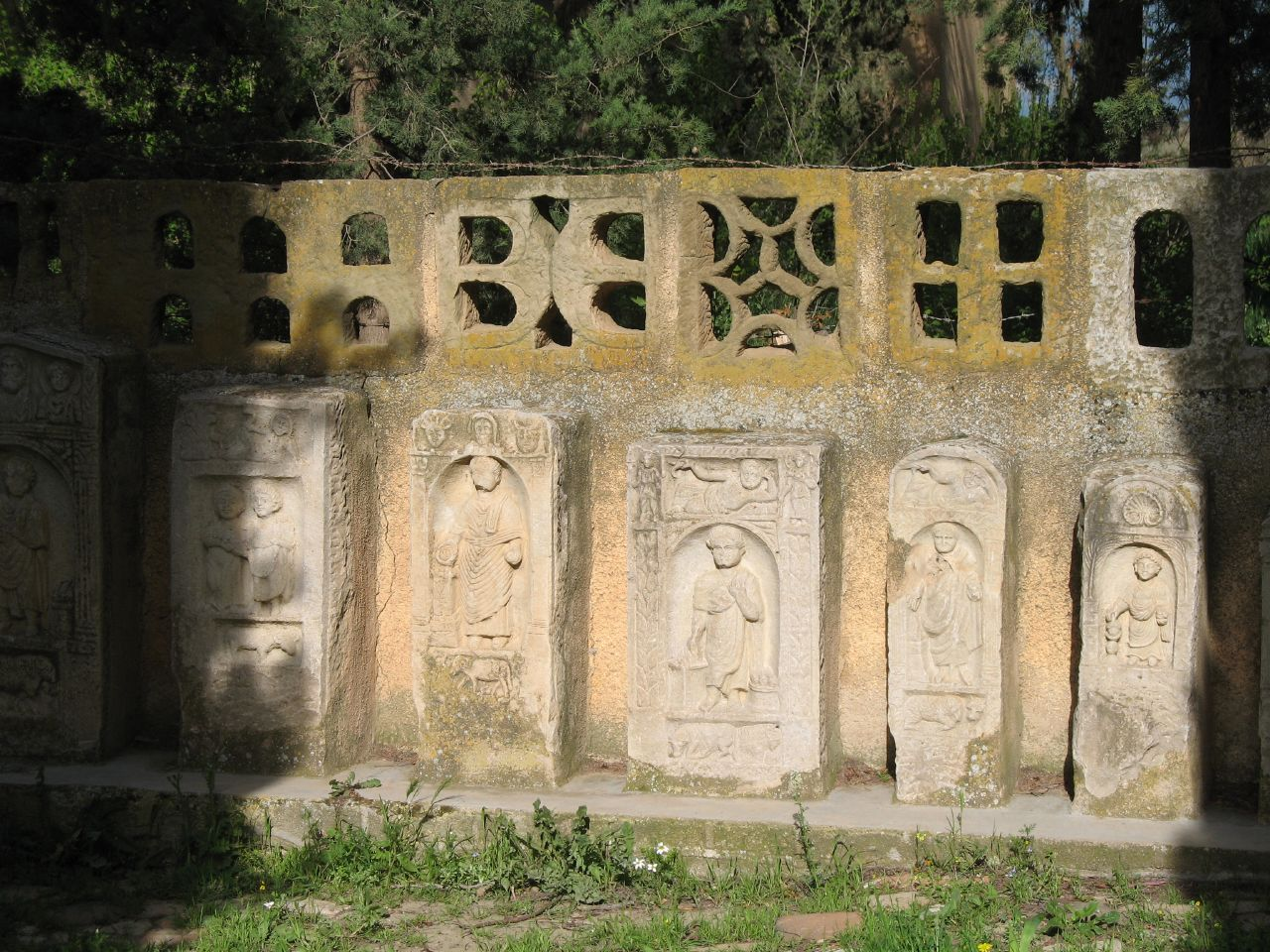
Cippi funerari
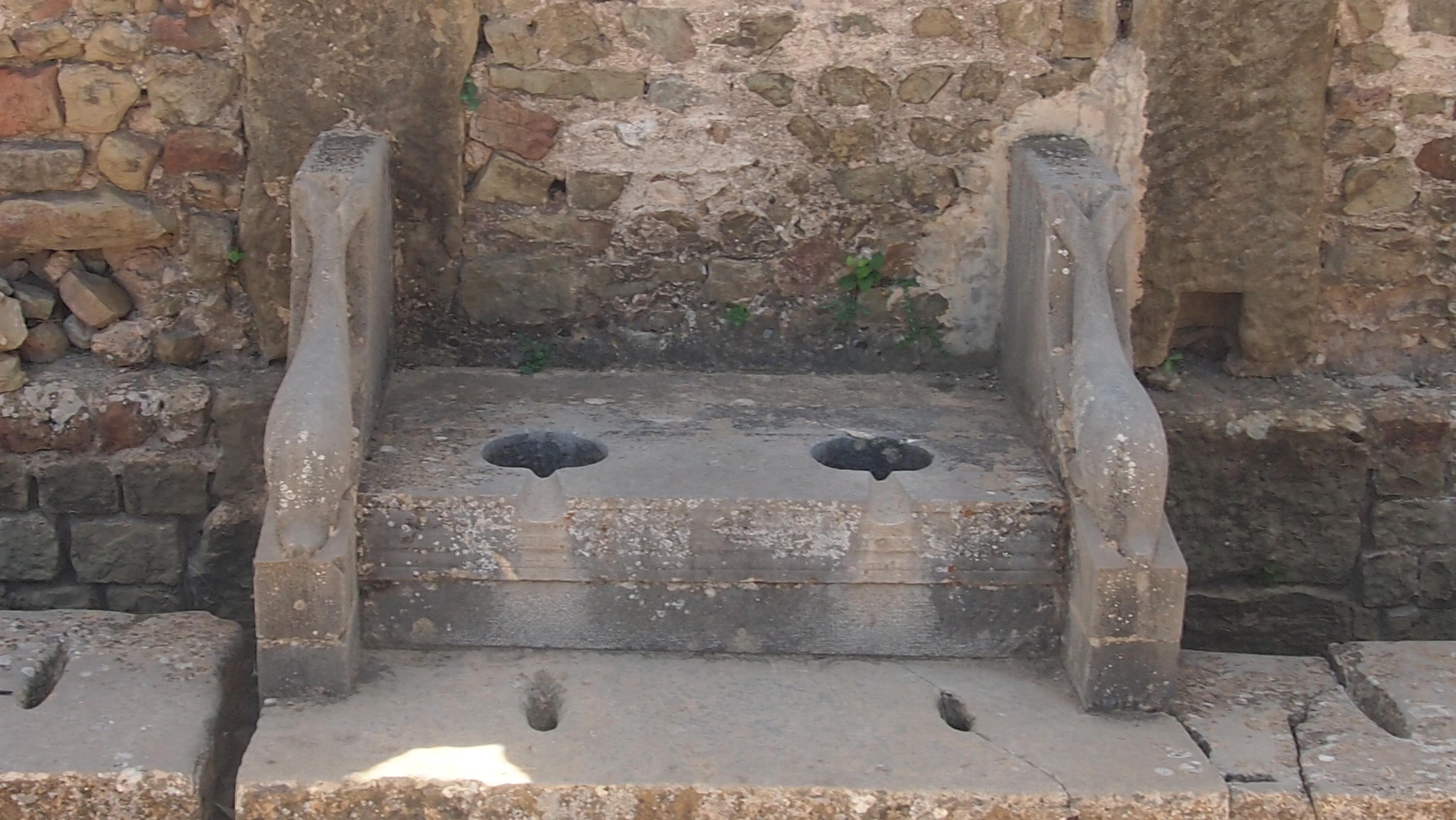
Latrina
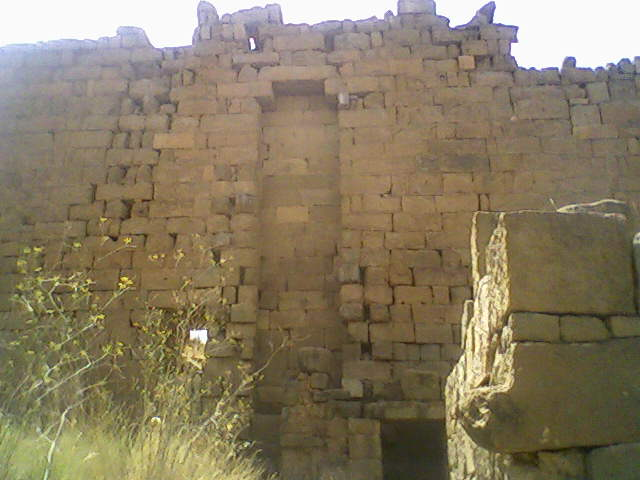
Mura della fortezza bizantina
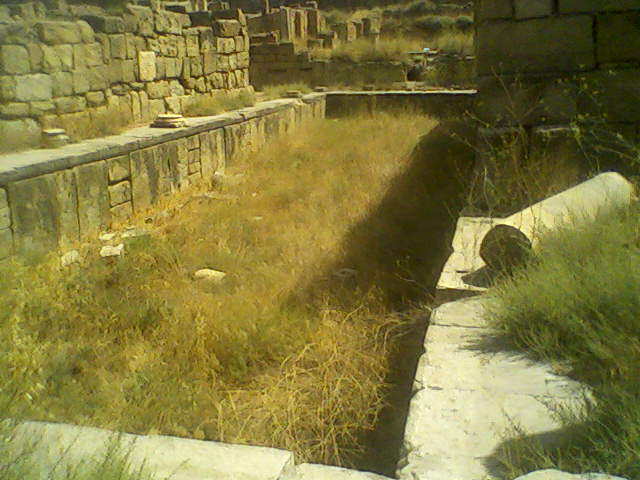
Vasca della fortezza bizantina

## Storia
La città godette di una pacifica esistenza per i primi secoli della sua storia e, a partire dal III secolo, divenne un centro di attività cristiana; nel IV secolo divenne inoltre un centro donatista.
Nel V secolo Timgad venne saccheggiata dai Vandali, dopo di che iniziò il lento declino. Nel 535 la città venne occupata dal generale bizantino Salomone, mentre nel VII secolo essa venne brevemente ripopolata come un centro di primaria importanza per la cristianità e sede di una diocesi. In seguito ad un saccheggio da parte dei Berberi, Timgad venne però definitivamente abbandonata. La città scomparve dalla storia fino all'inizio degli scavi archeologici, nel 1881.
Quando venne fondata, Timgad si trovava in un'area fertile a circa 1000 metri sul livello del mare. Le sabbie del Sahara, ricoprendola completamente ne hanno favorito l'ottimo stato di conservazione.
Nel 1982 Timgad è entrata a far parte dell'elenco dei Patrimoni dell'umanità dell'UNESCO.